# 中國人民武裝警察部隊西藏區域訓練基地
中国人民武装警察部队拉萨指挥学院，简称武警拉萨指挥学院，是曾经存在的一所中国人民武装警察部队初级指挥干部军事高等院校，隶属中国人民武装警察部队西藏自治区总队，正师级。学院为西藏唯一的军事院校，世界海拔最高的军事院校，被誉为“高原警官的摇篮”。现已撤销，改建为非学历教育的中国人民武装警察部队西藏区域训练基地

## 历史
- 1984年，中国人民武装警察部队西藏自治区总队教导大队正式改建中国人民武装警察部队拉萨指挥学校（武警拉萨指挥学校）。（一说为1994年）
- 2004年，建立中国人民武装警察部队指挥学院拉萨分院，合署办公。
- 2004年，开始招收本科生。
- 2006年，武警拉萨指挥学校、武警指挥学院拉萨分院合并，升格中国人民武装警察部队拉萨指挥学院。
- 2011年，撤销，改建为中国人民武装警察部队西藏区域训练基地。

## 专业
- 武警指挥专业